# Пернелл Вітакер
Пернелл Вітакер (англ. Pernell Whitaker; 2 січня 1964 — 14 липня 2019) — американський професійний боксер, чемпіон Олімпійських ігор, чемпіон світу за версіями IBF (1989—1992), WBC (1989—1992) та WBA (1990—1992) у легкій вазі, IBF (1993) у першій напівсередній вазі, WBC (1993—1997) у напівсередній вазі та WBA (1995) у першій середній вазі.
2007 року був прийнятий до Міжнародної зали боксерської слави.

## Аматорська кар'єра
На чемпіонаті світу 1982 завоював срібну медаль.
- В 1/16 фіналу переміг Ісмальді Пінеду (Колумбія) — 5-0
- В 1/8 фіналу переміг Любомира Стоянова (Болгарія) — 4-1
- У чвертьфіналі переміг Хусейна Халілі (Кенія) — 5-0
- У півфіналі переміг Мілівоя Лабудовича (Югославія) — 5-0
- У фіналі програв Анхелю Еррера Вера (Куба) — 2-3

На Панамериканських іграх 1983 переміг трьох суперників, у тому числі у фіналі Анхеля Еррера Вера — 5-0.
На Олімпійських іграх 1984 завоював золоту медаль.
- В 1/16 фіналу переміг Омара Мендеса (Нікарагуа) — 5-0
- В 1/8 фіналу переміг Джефрі Ньєко (Уганда) — 5-0
- У чвертьфіналі переміг Райнера Гіса (ФРН) — 5-0
- У півфіналі переміг Чон Чхіль Сон (Південна Корея) — 5-0
- У фіналі переміг Луїса Ортіса (Пуерто-Рико) — AB-2

## Професіональна кар'єра
Дебютував на профірингу у листопаді 1984 року. Вже в своїх одинадцятому та дванадцятому професійних поєдинках переміг колишнього чемпіона світу Альфредо Лейна (Панама) 20 грудня 1986 року та в бою за вакантний титул чемпіона NABF в легкій вазі колишнього володаря титулу WBA в другій напівлегкій вазі Роджера Мейвезера 28 березня 1987 року.
12 березня 1988 року вийшов на бій проти чемпіона світу за версією WBC в легкій вазі Хосе Луїс Раміреса (Мексика) і зазнав першої поразки розділеним рішенням.
18 лютого 1989 року вийшов на бій проти чемпіона світу за версією IBF у легкій вазі Грега Гаугена (США) і, здобувши перемогу одностайним рішенням суддів, завоював титул чемпіона. В першому захисті переміг технічним нокаутом в третьому раунді до того непереможного мексиканця Луї Ломелі (24-0), а 20 серпня 1989 року здобув перемогу одностайним рішенням суддів над Хосе Луїс Раміресом, захистивши звання чемпіона IBF і завоювавши вакантні титули WBC і журналу «Ринг» в легкій вазі. За версією того ж журналу «Ринг» був визнаний боксером 1989 року.
Здобувши три перемоги поспіль, у тому числі в двох захистах проти Фредді Пендлтона (США) і Азума Нельсона (Гана), 11 серпня 1990 року зустрівся в об'єднавчому бою з чемпіоном WBA Хуаном Назаріо (Пуерто-Рико). Вітакер нокаутував Хуана Назаріо за один раунд, ставши першим беззаперечним чемпіоном у легкій вазі після панамця Роберто Дюрана.
Провівши шість переможних боїв, у тому числі три захиста, звільнив усі титули через перехід до наступної вагової категорії і 18 липня 1992 року вийшов на бій проти чемпіона світу за версією IBF у першій напівсередній вазі Рафаеля Пінеди (Колумбія). Здобувши перемогу одностайним рішенням суддів, завоював титул чемпіона у другій ваговій категорії. Провівши один переможний бій, звільнив титул через перехід до наступної категорії.
6 березня 1993 року вийшов на бій проти чемпіона світу за версією WBC у напівсередній вазі Бадді Макгірта (США) і здобув перемогу одностайним рішенням суддів.
В першому ж захисті 10 вересня 1993 року в Сан-Антоніо (Техас) зустрівся в супербою з непереможним (87-0) чемпіоном в трьох вагових категоріях найкращим на той час боксером світу за версією журналу «Ринг» мексиканцем Хуліо Сезар Чавесом. Вітакер перебоксував мексиканську легенду. Але у той час як один суддя оцінив бій на користь Вітакера (115-113), інші двоє суддів побачили рівний бій (115-115), що призвело до нічиєї рішенням більшості.
Після перемог в захистах над Сантосом Кардона (Пуерто-Рико) і Бадді Макгіртом 4 березня 1995 року Вітакер вийшов на бій проти чемпіона світу за версією WBA у першій середній вазі Хуліо Сезар Васкеса (Аргентина) і, здобувши перемогу одностайним рішенням, відібрав звання чемпіона. Цей бій став історичним для Вітакера, оскільки він став лише четвертим бійцем в історії, приєднавшись до Томаса Гернса (США), Шугар Рея Леонарда (США) та Роберто Дюрана (Панама), який виграв титул чемпіона світу в чотирьох різних вагових категоріях. Але через кілька днів Вітакер звільнив титул і повернувся в напівсередню вагу.
Провівши п'ять переможних боїв, 12 квітня 1997 року в Лас-Вегасі, (Невада) зустрівся в бою з висхідною зіркою непереможним (23-0) чемпіоном світу в трьох дивізіонах американцем Оскаром Де Ла Хойя. Вітакер використовував джеб як свою основну зброю і перевершив Де Ла Хойю за загальними ударами, але Де Ла Хойя завдав майже вдвічі більше потужних ударів, мав трохи вищий відсоток влучань потужними ударами, ніж Вітакер, і продемонстрував більше агресії в бою, що, можливо, стало ключовим фактором перемоги Де Ла Хойї одностайним рішенням суддів — 115-111 і 116-110 (двічі). Де Ла Хойя став новим чемпіоном WBC у напівсередній вазі, а також став найкращим на той час боксером світу за версією журналу «Ринг».
20 лютого 1999 року Вітакер вийшов на бій проти чемпіона світу за версією IBF у напівсередній вазі Фелікса Трінідада (Пуерто-Рико) і зазнав своєї першої беззаперечної поразки від набагато більшого і молодшого суперника. В другому раунді американець побував в нокдауні. Чемпіон зберігав контроль над темпом бою і переміг — 117–111, 118–109 і 118–109.
Після дворічної перерви 27 квітня 2001 року зустрівся в бою з Карлосом Бойоркесом (Мексика). Зламавши ключицю в четвертому раунді, програв технічним нокаутом і завершив боксерську кар'єру. Пізніше розпочав тренерську кар'єру.

## Смерть
Близько 22 години 14 липня 2019 року Вітакер переходив вулицю у Вірджинія-Біч, коли його збила машина. На момент смерті йому було 55 років.

## Таблиця боїв
| 40 Перемог (17 нокаутом), 4 Поразки, 1 Нічия, 1 Не відбувся. |                        |                    |         |            |                   |                                                                      | |
| №                                                            | Результат              | Противник          | Спосіб  | Раунд, час | Дата              | Місце проведення                                                     | Примітки |
| 46                                                           | Поразка 40-4–1 (1)     | Карлос Бойоркес    | TKO     | 4 (10)     | 27 квітня 2001    | Caesars Tahoe, Стейтлайн, Невада                                     | |
| 45                                                           | Поразка 40-3–1 (1)     | Фелікс Трінідад    | UD      | 12         | 20 лютого 1999    | Медісон Сквер Гарден, Нью-Йорк, Нью-Йорк                             | Бій за титул чемпіона IBF у напівсередній вазі                                                                                                 |
| 44                                                           | Не відбувся 40-2–1 (1) | Андрій Пестряєв    | UD (NC) | 12         | 17 жовтня 1997    | Foxwoods Resort Casino, Ледьярд, Коннектикут                         | Спочатку перемога Вітакера UD, пізніше (NC) не відбувся після того, як він провалив допінг-тест                                                |
| 43                                                           | Поразка 40-2–1         | Оскар Де Ла Хойя   | UD      | 12         | 12 квітня 1997    | Thomas & Mack Center, Парадайз, Невада                               | Втратив титул чемпіона WBC у напівсередній вазі (9-й захист Вітакера)                                                                          |
| 42                                                           | Перемога 40-1-1        | Діосбеліс Уртадо   | TKO     | 11 (12)    | 24 січня 1997     | Convention Hall, Атлантік-Сіті, Нью-Джерсі                           | Захистив титул чемпіона WBC у напівсередній вазі (8-й захист Вітакера)                                                                         |
| 41                                                           | Перемога 39-1-1        | Вілфредо Рівера    | UD      | 12         | 20 вересня 1996   | James L. Knight Center, Маямі, Флорида                               | Захистив титул чемпіона WBC у напівсередній вазі (7-й захист Вітакера)                                                                         |
| 40                                                           | Перемога 38-1-1        | Вілфредо Рівера    | SD      | 12         | 12 квітня 1996    | Atlantis World Casino, Сінт-Мартен, Нідерландські Антильські острови | Захистив титул чемпіона WBC у напівсередній вазі (6-й захист Вітакера)                                                                         |
| 39                                                           | Перемога 37-1-1        | Джейк Родрігес     | KO      | 6 (12)     | 18 листопада 1995 | Convention Hall, Атлантік-Сіті, Нью-Джерсі                           | Захистив титул чемпіона WBC у напівсередній вазі (5-й захист Вітакера)                                                                         |
| 38                                                           | Перемога 36-1-1        | Гері Джейкобс      | UD      | 12         | 26 серпня 1995    | Convention Hall, Атлантік-Сіті, Нью-Джерсі                           | Захистив титул чемпіона WBC у напівсередній вазі (4-й захист Вітакера)                                                                         |
| 37                                                           | Перемога 35-1-1        | Хуліо Сезар Васкес | UD      | 12         | 4 березня 1995    | Convention Hall, Атлантік-Сіті, Нью-Джерсі                           | Завоював титул чемпіона WBA у першій середній вазі                                                                                             |
| 36                                                           | Перемога 34-1-1        | Бадді Макгірт      | UD      | 12         | 1 жовтня 1994     | Scope, Норфолк, Вірджинія                                            | Захистив титул чемпіона WBC у напівсередній вазі (3-й захист Вітакера)                                                                         |
| 35                                                           | Перемога 33-1-1        | Сантос Кардона     | UD      | 12         | 9 квітня 1994     | Scope, Норфолк, Вірджинія                                            | Захистив титул чемпіона WBC у напівсередній вазі (2-й захист Вітакера)                                                                         |
| 34                                                           | Нічия 32-1-1           | Хуліо Сезар Чавес  | MD      | 12         | 10 вересня 1993   | Аламодом, Сан-Антоніо, Техас                                         | Захистив титул чемпіона WBC у напівсередній вазі (1-й захист Вітакера)                                                                         |
| 33                                                           | Перемога 32-1          | Бадді Макгірт      | UD      | 12         | 6 березня 1993    | Медісон Сквер Гарден, Нью-Йорк, Нью-Йорк                             | Завоював титул чемпіона WBC у напівсередній вазі                                                                                               |
| 32                                                           | Перемога 31-1          | Бен Баез           | KO      | 1 (10)     | 1 грудня 1992     | Convention Center, Вірджинія-Біч, Вірджинія                          | |
| 31                                                           | Перемога 30-1          | Рафаель Пінеда     | UD      | 12         | 18 липня 1992     | The Mirage, Парадайз, Невада                                         | Завоював титул чемпіона IBF у першій напівсередній вазі                                                                                        |
| 30                                                           | Перемога 29-1          | Джеррі Сміт        | KO      | 1 (10)     | 22 травня 1992    | El Toreo de Cuatro Caminos, Мехіко                                   | |
| 29                                                           | Перемога 28-1          | Гарольд Брейзер    | UD      | 10         | 18 січня 1992     | Pennsylvania Hall, Філадельфія, Пенсільванія                         | |
| 28                                                           | Перемога 27-1          | Хорхе Паес         | UD      | 12         | 5 жовтня 1991     | Convention Center, Ріно, Невада                                      | Захистив титули чемпіона IBF (8-й захист Вітакера), WBC (6-й захист Вітакера) і WBA (3-й захист Вітакера) в легкій вазі                        |
| 27                                                           | Перемога 26-1          | Полі Діас          | UD      | 12         | 27 липня 1991     | Scope, Норфолк, Вірджинія                                            | Захистив титули чемпіона IBF (7-й захист Вітакера), WBC (5-й захист Вітакера) і WBA (2-й захист Вітакера) в легкій вазі                        |
| 26                                                           | Перемога 25-1          | Ентоні Джонс       | UD      | 12         | 23 лютого 1991    | Caesars Palace, Парадайз, Невада                                     | Захистив титули чемпіона IBF (6-й захист Вітакера), WBC (4-й захист Вітакера) і WBA (1-й захист Вітакера) в легкій вазі                        |
| 25                                                           | Перемога 24-1          | Бенджі Маркес      | UD      | 10         | 22 листопада 1990 | Palacio de Deportes de la Comunidad de Madrid, Мадрид                | |
| 24                                                           | Перемога 23-1          | Хуан Назаріо       | KO      | 1 (12)     | 11 серпня 1990    | Caesars Tahoe, Стейтлайн, Невада                                     | Захистив титули чемпіона IBF (5-й захист Вітакера) і WBC (3-й захист Вітакера) в легкій вазі. Завоював титул WBA в легкій вазі.                |
| 23                                                           | Перемога 22-1          | Азума Нельсон      | UD      | 12         | 19 травня 1990    | Caesars Tahoe, Парадайз, Невада                                      | Захистив титули чемпіона IBF (4-й захист Вітакера) і WBC (2-й захист Вітакера) в легкій вазі                                                   |
| 22                                                           | Перемога 21-1          | Фредді Пендлтон    | UD      | 12         | 3 лютого 1990     | Convention Hall, Атлантік-Сіті, Нью-Джерсі                           | Захистив титули чемпіона IBF (3-й захист Вітакера) і WBC (1-й захист Вітакера) в легкій вазі                                                   |
| 21                                                           | Перемога 20-1          | Мартін Гальван     | TKO     | 3 (10)     | 11 грудня 1989    | Les Pyramides, Ле-Пор-Марлі                                          | |
| 20                                                           | Перемога 19-1          | Хосе Луїс Рамірес  | UD      | 12         | 20 серпня 1989    | Scope, Норфолк, Вірджинія                                            | Захистив титул чемпіона IBF в легкій вазі (2-й захист Вітакера). Завоював вакантний титул чемпіона WBC і титул чемпіона The Ring в легкій вазі |
| 19                                                           | Перемога 18-1          | Луї Ломелі         | TKO     | 3 (12)     | 30 квітня 1989    | Scope, Норфолк, Вірджинія                                            | Захистив титул чемпіона IBF в легкій вазі (1-й захист Вітакера)                                                                                |
| 18                                                           | Перемога 17-1          | Грег Гауген        | UD      | 12         | 18 лютого 1989    | Coliseum, Гемптон, Вірджинія                                         | Завоював титул чемпіона IBF в легкій вазі |
| 17                                                           | Перемога 16-1          | Антоніо Картер     | TKO     | 4 (10)     | 2 листопада 1988  | Convention Center, Вірджинія-Біч, Вірджинія                          | |
| 16                                                           | Поразка 15-1           | Хосе Луїс Рамірес  | SD      | 12         | 12 березня 1988   | Stade de Levallois, Леваллуа-Перре                                   | Бій за титул чемпіона WBC в легкій вазі |
| 15                                                           | Перемога 15-0          | Дейві Монтана      | TKO     | 4 (10)     | 19 грудня 1987    | Париж                                                                | |
| 14                                                           | Перемога 14-0          | Мігель Сантана     | TKO     | 6 (12)     | 25 липня 1987     | Scope, Норфолк, Вірджинія                                            | Захистив титул NABF в легкій вазі. Завоював вакантний титул USBA в легкій вазі                                                                 |
| 13                                                           | Перемога 13-0          | Джим Флорес        | TKO     | 1 (10)     | 28 червня 1987    | Las Americas Arena, Х'юстон, Техас                                   | |
| 12                                                           | Перемога 12-0          | Роджер Мейвезер    | UD      | 12         | 28 березня 1987   | Scope, Норфолк, Вірджинія                                            | Завоював вакантний титул NABF в легкій вазі |
| 11                                                           | Перемога 11-0          | Альфредо Лейн      | UD      | 10         | 20 грудня 1986    | Scope, Норфолк, Вірджинія                                            | |
| 10                                                           | Перемога 10-0          | Рафаель Гандарілья | UD      | 10         | 9 жовтня 1986     | Felt Forum, Нью-Йорк, Нью-Йорк                                       | |